# Association sportive de Salé (basket-ball)
Pour les articles homonymes, voir ASS.
Maillots
L'AS Salé ou ASS est un club marocain de basket-ball basé à Salé et évoluant en championnat du Maroc de basket-ball de première division. Le club comprend aussi une section football.

## Histoire
Le club a été fondé en 1928.
En 2020, le club dispute la saison inaugurale de Ligue africaine de basket-ball.

## Palmarès
| Compétitions nationales | Compétitions internationales et régionales | Tournois amicaux |
| --- | --- | --- |
| - Championnat du Maroc (9) - Champion : 2010, 2011, 2014, 2015, 2016, 2017, 2018, 2021, 2022 - Vice-champion : 2004, 2007, 2008, 2009, 2024, 2025 - Coupe du trône (12) - Vainqueur : 2005, 2007, 2009, 2010, 2011, 2012, 2014, 2015, 2016, 2017, 2018, 2024 - Finaliste : 2004, 2019, 2025 | - Coupe d’Afrique des clubs champions (1) - Vainqueur : 2017 - Finaliste : 2019 - Troisième : 2010, 2011, 2016 - Coupe arabe des clubs champions (0) - Finaliste : 2011, 2014, 2016, 2017, 2023 - Troisième : 2018 | - Tournoi Mansour Lahrizi (2) - Vainqueur : 2008, 2011 - Finaliste : 2009, 2010 - Tournoi international de Salé (4) - Vainqueur : 2008, 2009, 2010, 2012 - Tournoi Houssem-Eddine-Hariri au Liban (0) - Finaliste : 2008, 2014 - Tournoi International de Dubai (1) - Vainqueur: 2017 - Troisième : 2018 - Tournoi international de Abu Dhabi (1) - Vainqueur: 2013 - Finaliste : 2014 |

## Anciens logos

## Anciens joueurs
- Khalid Boukichou
- Kenny Brown
- Chris Crawford
- Reggie Holmes
- Firas Lahyani
- Tony Mitchell
- Radhouane Slimane
- Abdelhakim Zouita